# Meloimorpha japonicus
Dế chuông (Danh pháp khoa học: Meloimorpha japonicus; tiếng Nhật Bản: Suzumushi/鈴虫) là loài dế trong họ Gryllidae có nguồn gốc từ châu Á. Vào những đêm mùa thu, chúng sẽ cất tiếng gáy nghe như "riiin". Nó được biết đến vì là đối tượng đặc biệt cho một bài hát ở Nhật Bản, nơi chúng thường được nuôi như dế kiểng. Trong văn học Nhật Bản thì dế chuông Suzumushi là một kigo (季語) về mùa thu được sử dụng trong thơ Haiku. Dế chuông Suzumushi cũng là tựa đề của chương 38 của truyện kể Genji của tác giả Murasaki Shikibu. Không rõ lý do, đây là chương duy nhất bị bỏ qua trong bản dịch cuốn sách của Arthur Waley. Dế chuông Suzumushi cũng được Chieko Sada, nhân vật chính của tiểu thuyết Cố đô của nhà văn Kawabata nhắc đến.